# I bandoleros della dodicesima ora
I bandoleros della dodicesima ora è un film del 1972 diretto da Alfonso Balcázar.

## Trama
Alcuni banditi composti dal capobanda e dai suoi due figli compiono una rapina al treno, rubando una cassa piena di dollari appartenenti ad alcuni contadini e destinati a saldare i loro debiti presso la banca del signor Gray, tra l'altro è stato lui a ordinare la rapina per impedire i pagamenti per impadronire di quelle terre.